# سرخان (ارزوئیه)
سرخان، روستایی در دهستان صوغان بخش صوغان شهرستان ارزوئیه در استان کرمان ایران است. این روستا، مرکز دهستان صوغان است.

## جمعیت
بر پایه سرشماری عمومی نفوس و مسکن در سال ۱۳۹۵، جمعیت این روستا برابر با ۴۱۳ نفر (۱۱۷ خانوار) بوده‌است.